# Cwm Ivy Woods

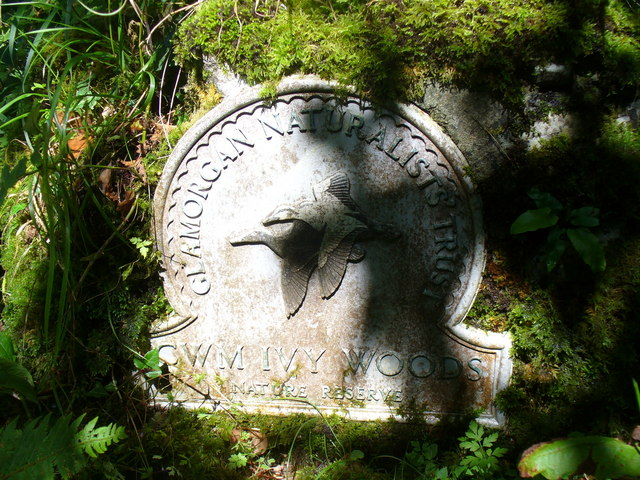
Denkmal des Glamorgan Naturalists Trust in den Cwm Ivy Woods

Die Cwm Ivy Woods sind ein 13,5 Hektar großes Waldgebiet nahe Llanmadoc und Cwm Ivy im Nordwesten der Gower-Halbinsel in Südwales. Neben dem eigentlichen, hauptsächlich aus Eschen bestehenden Wald gehören auch ein ehemaliger Kalksteinbruch und ein offiziell gesonderter Teil namens Betty Church Reserve zu dem Naturschutzgebiet. In dem als Wandergebiet bekannten Biotop sind unter anderem diverse Wildblumen heimisch.

## Beschreibung

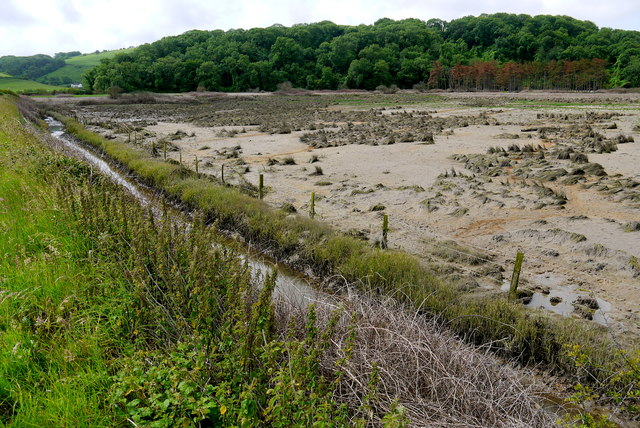
Die Cwm Ivy Woods im Hintergrund, gesehen vom Damm der renaturierten Cwm Ivy Marsh (vorne)

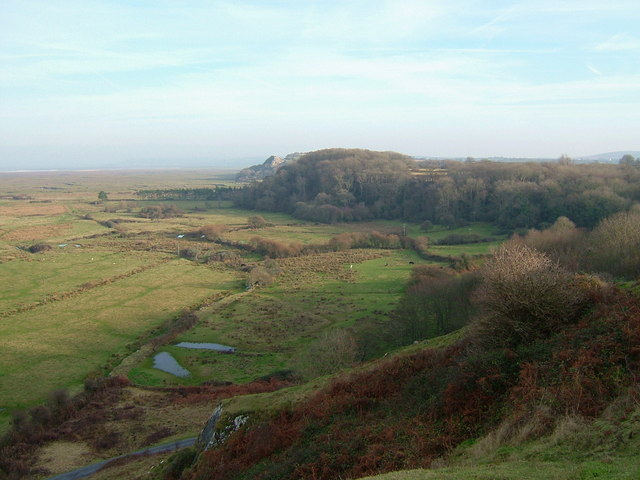
Blick auf die Cwm Ivy Woods (rechts) vom Cwm Ivy Tor, links die noch nicht renaturierte Cwm Ivy Marsh

Die Cwm Ivy Woods liegen in Südwales im Nordwesten der Gower-Halbinsel östlich des namensgebenden Weilers Cwm Ivy und nördlich von Llanmadoc in der Community Llangennith, Llanmadoc and Cheriton. Direkt nördlich des Waldgebietes liegt die Cwm Ivy Marsh, eine Mitte der 2010er-Jahre renaturierte Salzwiese. Die Cwm Ivy Woods selbst liegen gut 40 Meter über Meereshöhe. Das Waldgebiet erstreckt sich in West-Ost-Ausrichtung auf etwa 700 Metern Länge. Der westlichste Teil ist aber ein offiziell gesondertes Gebiet namens Betty Church Reserve, das de facto Bestandteil der Cwm Ivy Woods ist. Neben kleinen, direkt an die eigentlichen Cwm Ivy Woods anschließenden Baumgruppen umfasst es aber auch noch eine größere, von Sträuchern gesäumte Wiese umfasst. Daneben gehört noch ein knapp hundert Meter südlich vom westlichen Ende gelegener, ehemaliger Kalksteinbruch offiziell zum Biotop. Das gesonderte Gebiet ist durch ein Privatgrundstück vom restlichen Wald getrennt. Neben dem eigentlichen Kalksteinbruch ist auch das Erdreich des hauptsächlichen Gebiets der Cwm Ivy Woods kalksteinhaltig. Das gesamte Areal ist durch einen Fußweg erschlossen. Heutzutage umfasst es 13,5 Hektar.

## Flora und Fauna
Im Hauptgebiet der Cwm Ivy Woods, das Betty Church Reserve ausgenommen, stehen hauptsächlich alte Eschen, vereinzelt auch weitere Laubbäume wie Bergahorn, Eiche und Buchen. Zudem gibt es in dem Waldstück eine diverse Anzahl heimischer Wildblumen und -pflanzen. Neben Farnen und Moosen hob der Wildlife Trust of South & West Wales das Atlantische Hasenglöckchen, die Echte Nelkenwurz, das Männliche Knabenkraut und das Wald-Bingelkraut hervor. Im Herbst sprießen zudem verschiedene Pilze. Die beiden Baumgruppen im Betty Church Reserve umfassen neben weiteren Eschen auch Feldahorne und Haseln. Die Strauchwiese im Betty Church Reserve bietet ebenfalls ein Biotop für Blumenarten. Hier nennt der Wildlife Trust unter anderem die Narzisse, das Gewimperte Kreuzlabkraut, die Magerwiesen-Margerite und die Schwarze Flockenblume. Ein besonderes Biotop bildet der gesonderte, ehemalige Steinbruch, der weitgehend renaturiert wurde und durch seinen speziellen Boden ein Habitat für Kreuzblumen, Sand-Thymian und weitere Pflanzen bietet. Die Fauna besteht in den Cwm Ivy Woods hauptsächlich aus diversen Vögeln.

## Geschichte
2,4 Hektar der Cwm Ivy Woods sowie der ehemalige Steinbruch befinden sich seit August 1964 im Besitz des Wildlife Trust of South & West Wales. Der Kauf des Areals konnte unter anderem mit Geldern vom WWF und vom Pilgrim Trust bewerkstelligt werden. Ein Jahr später schloss man für den Rest der Cwm Ivy Woods eine sechzigjährige Pacht ab. Kleine Teile dieses Pachtlandes gehören offiziell zur Site of Special Scientific Interest der Cwm Ivy Marsh. 1983 vermachte eine lokale Landbesitzerin namens Betty Church weitere 2,2 Hektar am Westende der Cwm Ivy Woods dem Wildlife Trust, der dieses Areal fortan als Betty Church Reserve führte. Die Baumgruppen wurden wenig später als Erweiterung der Cwm Ivy Woods angepflanzt und die bestehende Strauchwiese erhalten. Heutzutage dienen die Cwm Ivy Woods insbesondere der „gewollten natürlichen Regenerierung heimischer Baumarten“. Als ein Zusammenschluss zwischen den Cwm Ivy Woods und dem Betty Church Reserve wird das Areal als Naturschutzgebiet geführt. Daneben liegt es in einem gut frequentierten Wandergebiet; der Weg durch den Wald wird als regionaler Wanderweg genutzt. Als Nebenfolge der Renaturierung der Cwm Ivy Marsh, für die der zuvor als Wanderweg genutzte Damm brach, ist dieser Wanderweg durch die Cwm Ivy Woods seit Mitte der 2010er-Jahre auch Teil des überregionalen Wales Coast Path.